# Sedum assyriacum
Sedum assyriacum är en fetbladsväxtart som beskrevs av Pierre Edmond Boissier. 
Sedum assyriacum ingår i Fetknoppssläktet som ingår i familjen fetbladsväxter. Inga underarter finns listade i Catalogue of Life.